# Aghjkaberd
Aghjkaberd är ett berg i Armenien.   Det ligger i provinsen Vajots Dzor, i den södra delen av landet, 100 kilometer sydost om huvudstaden Jerevan. Toppen på Aghjkaberd är 2 320 meter över havet.
Terrängen runt Aghjkaberd är huvudsakligen kuperad, men åt nordost är den bergig. Närmaste större samhälle är Vayk', 13,1 kilometer nordost om Aghjkaberd. 
Trakten runt Aghjkaberd består i huvudsak av gräsmarker. Runt Aghjkaberd är det ganska glesbefolkat, med 28 invånare per kvadratkilometer.